# E19
|  | No s'ha de confondre amb E019. |

La ruta europea E19 és una carretera que forma part de la Xarxa de carreteres europees. Comença a Amsterdam (Països Baixos) i finalitza a París (França) passant per Brussel·les (Bèlgica). Té una longitud de 515 km. Té una orientació de nord a sud i passa pels Països Baixos, Bèlgica i França.

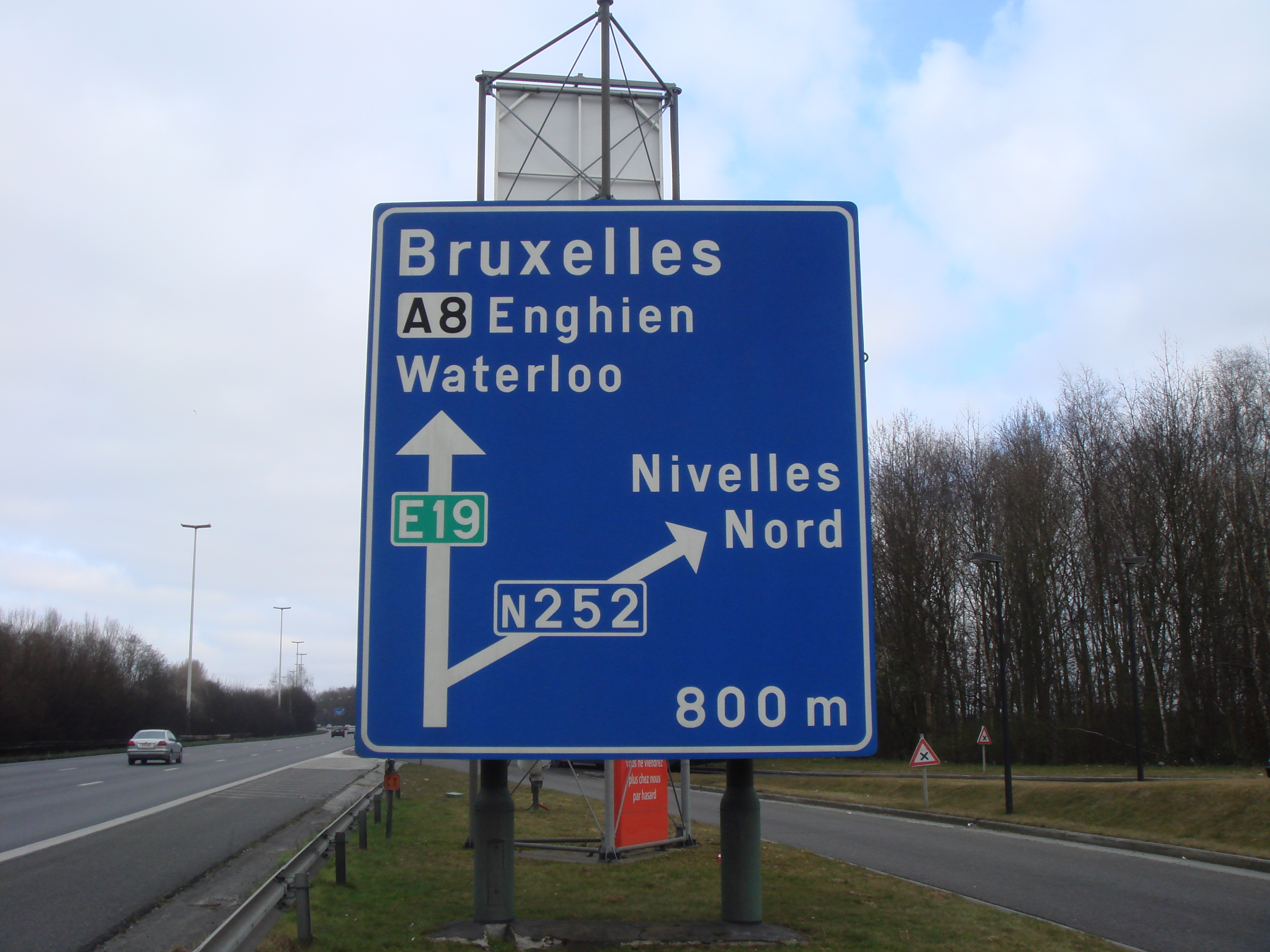
L'E19 a prop de Nivelles a Bèlgica.